# Tierra (simulação de computador)
Tierra é uma simulação de computador desenvolvida pelo ecologista Thomas S. Ray no início dos anos 1990, na qual os programas de computador competem por tempo (CPU) e espaço (acesso à memória principal).  Neste contexto, os programas de computador no Tierra são considerados evolutivos e podem sofrer mutações , auto-replicar e recombinar. A máquina virtual da Tierra é escrita em C.  Ele opera em um conjunto de instruções personalizadas projetado para facilitar mudanças de código e reordenação, incluindo recursos como jump to template  (em oposição aos saltos relativos ou absolutos comuns à maioria dos conjuntos de instruções).

## Simulações
O modelo básico de Tierra foi usado para explorar experimentalmente in silico os processos básicos da dinâmica evolutiva e ecológica. Processos como a dinâmica do equilíbrio pontuado, co-evolução parasita - hospedeiro e seleção natural dependente da densidade são passíveis de investigação dentro da estrutura do Tierra. Uma diferença notável entre Tierra e modelos mais convencionais de computação evolucionária, como os algoritmos genéticos, é que não há nenhuma função de aptidão explícita ou exógena embutida no modelo. Muitas vezes, nesses modelos, existe a noção de uma função ser "otimizada"; no caso de Tierra, a função de fitness é endógena: há simplesmente sobrevivência e morte.
De acordo com Thomas S. Ray e outros, isso pode permitir uma evolução mais "aberta", na qual a dinâmica do feedback entre os processos evolucionários e ecológicos pode mudar ao longo do tempo (ver evolucionabilidade), embora essa afirmação não tenha sido realizada - como outros sistemas de evolução digital, eventualmente chega a um ponto em que a novidade deixa de ser criada, e o sistema em geral começa a dar voltas ou deixa de "evoluir".  A questão de como a verdadeira evolução aberta pode ser implementada em um sistema artificial ainda é uma questão em aberto no campo da vida artificial .
Mark Bedau e Norman Packard desenvolveram um método estatístico de classificação de sistemas evolutivos e, em 1997, Bedau et al. aplicaram estas estatísticas ao Evita, um modelo de vida Artificial semelhante ao Tierra e Avida, mas com interação de organismos limitada e sem parasitismo, e concluíram que os sistemas como o Tierra não exibem as assinaturas evolutivas abertas de sistemas que evoluem naturalmente.
Russell K. Standish mediu a complexidade informacional dos "organismos" do Tierra, e também não observou o crescimento da complexidade na sua evolução.
Tierra é um modelo abstrato, mas qualquer modelo quantitativo ainda está sujeito às mesmas técnicas de validação e verificação aplicadas a modelos matemáticos mais tradicionais e, como tal, não possui status especial. A criação de modelos mais detalhados, nos quais a dinâmica mais realista de sistemas e organismos biológicos é incorporada, é agora um campo de pesquisa ativo (ver biologia de sistemas).